# Ratières
Ratières este o comună în departamentul Drôme din sud-estul Franței. În 2009 avea o populație de 274 de locuitori.

## Evoluția populației
| An        | 1975 | 1982 | 1990 | 1999 | 2006 | 2009 |
| --------- | ---- | ---- | ---- | ---- | ---- | ---- |
| Populație | 191  | 182  | 206  | 255  | 275  | 274  |